# Sant'Antonio Abate
Sant'Antonio Abate é uma comuna italiana da região da Campania, província de Nápoles, com cerca de 18.203 habitantes. Estende-se por uma área de 7 km², tendo uma densidade populacional de 2600 hab/km². Faz fronteira com Angri (SA), Gragnano, Lettere, Pompeia, Santa Maria la Carità, Scafati (SA).

## Demografia
| Variação demográfica do município entre 1861 e 2011                               |
|                                                                                   |
| Fonte: Istituto Nazionale di Statistica (ISTAT) - Elaboração gráfica da Wikipedia |